# 南ダバオ州

ダバオ・デル・スル州

南ダバオ州（みなみダバオしゅう、Province of Davao del Sur）は、フィリピン南部ミンダナオ島にあるダバオ地方（Davao Region, Region XI）に属する州である。州最大の都市はダバオ市であるが、州とは独立した特別市である。面積は6,377.6km2で国内第10位、人口は2,185,743人（2007年）で国内第10位、州都はディゴス（Digos）である。2013年の住民投票で、南ダバオ州の南端部分が西ダバオ州として独立した。

## 歴史

### マギンダナオ時代
1700年代後半、マギンダナオ族のダトゥ・バゴ (Datu Bago)がスペインに対するスペイン・モロ戦争に参加したマギンダナオ・スルタンからダバオ湾周辺の領土を授与された。1800年にバゴはマギンダナオの先祖代々の故郷からこの地域に移り、ボスや他の先住民グループを説得してダバオ湾地域全体を征服した。地位を固めた後、1830年に首都として機能した現在のバンケロハン公共市場の跡地にピナグラサンの要塞を設立した。 バゴが軍隊を集めて結集できる要塞と作戦基地から、ピナグラサンの集落は最終的に、現在のバンケロハンのジェネロソ橋から南に1キロ以上離れたケソン大通りまで伸びる小さな都市に成長した。172-176年、この地域の他の近くの部族の中でマギンダナオンとバゴボスが集落に集まり、最終的にダバオ湾地域の主要な貿易拠点になった。 ダバオ湾の巨大な覇権により、バゴは最終的に1843年に首都ピナグラサンで彼の臣民によってスルタンに戴冠し、事実上彼の領域をマギンダナオ王国から事実上独立させ、現在ではダバオ湾を支配するスルタン国であり、現在ではマギンダナオ王国とスールー王国のミンダナオンのイスラム教徒王国と対等に立っている。

### スペイン植民地時代
ダバオ地方と南ダバオ州の両方の始まりは、スペインのギプスコア県のバスク地方のホセ・ウヤングレンによる地域の征服後、1848年にミンダナオ南部に設立された最初の町であるダバオの創設に関連している。1849年、ヌエバ・ギプスコア州は、現在のダバオ地方のウヤングレンに征服された地域に設立され、当時ヌエバ・ベルガラと呼ばれていたダバオを州都とした。ウヤングレンは州知事になったが、ヌエバ・ギプスコアの開発に失敗。
ダバオの建国から36年後、サンタ・クルス地区は1884年10月5日に設立された。南ダバオ州で最初に設立された町であり、現在は州で最も古い町である。

### アメリカ人による侵略時代
1898年、フィリピンにおけるスペインによる統治は、米西戦争でスペイン人の敗北後に終了した。
1900年代初頭、ビサヤ諸島、ルソン島、中国、日本からの移民が、主にダバオを中心にこの地域に住むようになる。農業事業が急増したため、この地域は経済成長が活況を呈し始めた。
現在の南ダバオ州、別名パダダ・バレー(Padada Valley)として知られる「フードボウル」の一部として、当時ディゴスとして知られていたサンタ・クルス地区の南の農業地域は、多くの移民を誘惑し、その大半はビサヤとイロコス地方から来て、この地域に恒久的に定住した。第二次世界大戦前、アメリカ人のN.E.クラムは10.24km2（3.95平方マイル）を賃貸し、マニラアサのプランテーションとして利用した。当時はこの地域の経済活動の中心地となった。

### 日本による占領時代
1942年、太平洋で第二次世界大戦が始まり、日本の侵略部隊の最初の波が上陸し、ダバオ南部の州に入る。
1945年、アメリカとフィリピン・コモンウェルスによるダバオ南部の解放が、ダバオのゲリラ戦闘員による支援を受けた。

### フィリピンの独立
1967年、ダバオ州は3つの州に分割され、そのうちの1つは南ダバオ州となった。ディゴスは首都となり、その後33年間郊外都市になった。

### 現代
2013年10月28日、バランガイ選挙とともに、南ダバオ州の南部から新たに西ダバオ州を創設するための国民投票が開催された。2013年7月23日に制定された共和国法10360により、ドン・マルセリーノ、ホセ・アバド・サントス、サンタ・マリア、サランガニ、マリタ（州都に指定された）の自治体をカバーし、投票の過半数は「賛成」で、西ダバオ州が誕生した。
2015年、国家競争力評議会は、この州を国内で最も競争力のある州に選ばれた。

## 地理
南ダバオ州は、ミンダナオ島のダバオ地方の南西部の総面積2,163.98km2（835.52平方マイル）を占めている。ダバオ市を含めると、州の土地面積は4,607.59km2（1,779.00平方マイル）もの範囲に及ぶ。
北に北ダバオ州、南に西ダバオ州、西にソクサージェン地方のコタバト州、スルタン・クダラット州、サランガニ州と接し、東にはダバオ湾が広がっている。
砂浜と離島、農業平野と谷、熱帯雨林、沼地、なだらかな丘と山々で構成されており、フィリピンの最高峰であるアポ山は、標高2,954m（9,692フィート）海抜に位置している。

### 行政区分
南ダバオ州は9つの自治体と1つの構成都市で構成され、すべて単独立法地区に囲まれている。ダバオ市は、地理的および統計上の目的で州の一部だが、州から独立して統治されている。

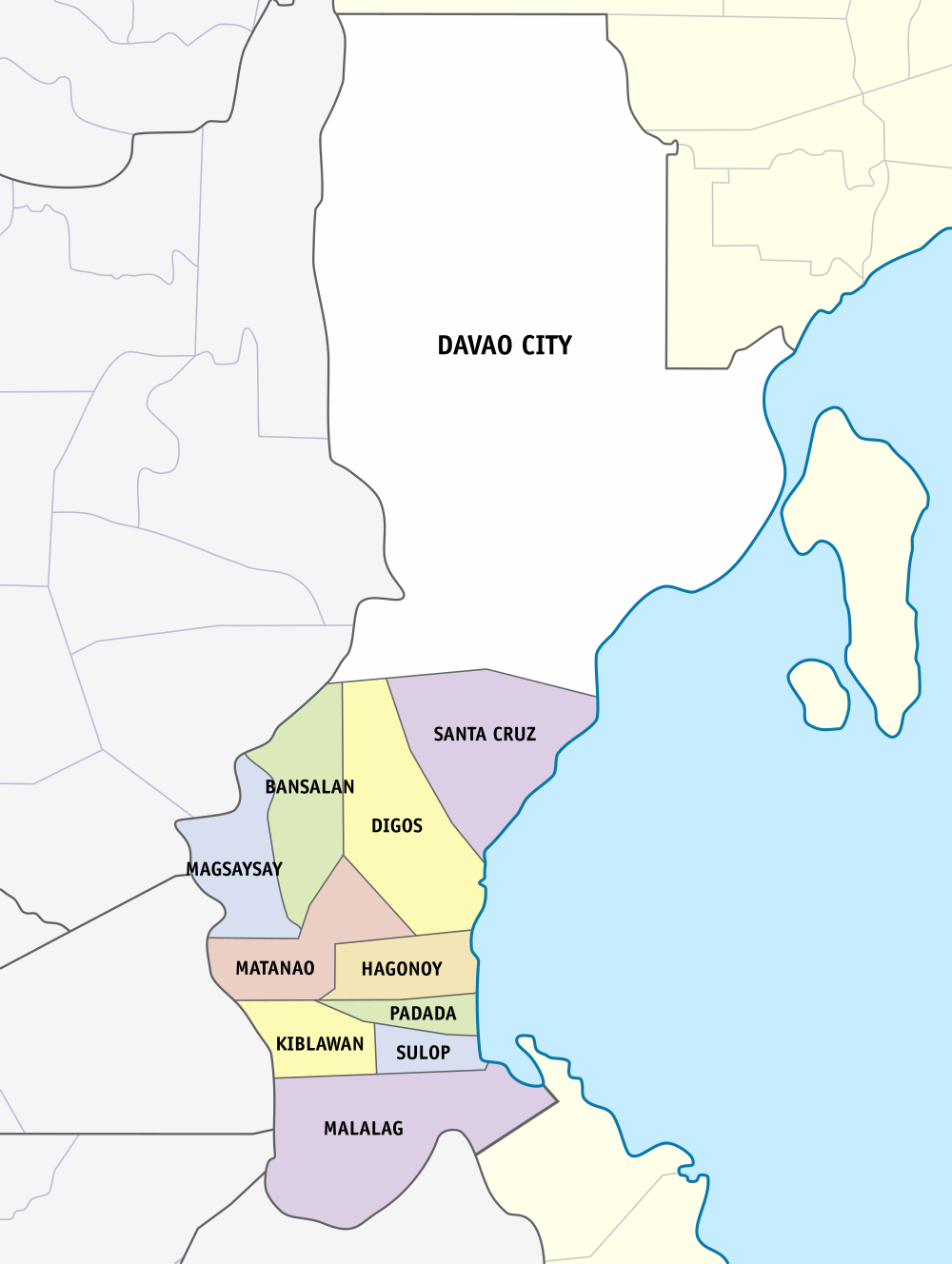
政治的区分